# Bundestag
El Parlamento Federal, u ocasionalmente Dieta Federal (en alemán: Bundestag, pronunciado /ˈbʊndəstaːk/ (escucharⓘ)) es el órgano federal que junto al Consejo Federal, ejerce el poder legislativo de la República Federal de Alemania. Es comparable a una cámara baja, similar a la Cámara de Representantes de los Estados Unidos o la Cámara de los Comunes del Reino Unido. Su cometido principal es representar la voluntad del pueblo. El Parlamento decide las leyes federales, elige al canciller de Alemania y controla el trabajo del gobierno. Los diputados se eligen cada cuatro años. El Bundestag fue establecido por el Título III de la Ley Fundamental para la República Federal de Alemania (en alemán: Grundgesetz, pronunciado /ˈɡʁʊntɡəˌzɛt͡s/ (escucharⓘ)) en 1949 como uno de los órganos legislativos de Alemania y, por lo tanto, es el sucesor histórico del anterior Reichstag.
Los miembros del Bundestag son representantes del pueblo alemán en su conjunto, no están obligados por ninguna orden o instrucción y solo son responsables ante su electorado. El número mínimo legal de miembros del Bundestag (en alemán: Mitglieder des Bundestages) es de 598; sin embargo, debido al sistema de asientos salientes y nivelados, el actual 20º Bundestag tiene un total de 736 miembros, lo que lo convierte en el Bundestag más grande hasta la fecha.
El Bundestag es elegido cada cuatro años por todos los ciudadanos alemanes mayores de 18 años. Las elecciones utilizan un sistema de representación proporcional mixta que combina los escaños elegidos mediante escrutinio mayoritario uninominal y con una lista proporcional de partidos para garantizar que su composición refleje el voto popular nacional. La elección anticipada sólo es posible en los casos descritos en los artículos 63 y 68 de la Ley Fundamental.
El Bundestag tiene varias funciones. Junto con el Bundesrat, la cámara alta, el Bundestag constituye la rama legislativa del Gobierno Federal. Los estados federados (Bundesländer) de Alemania participan a través del Bundesrat en un proceso legislativo similar a una cámara alta en un parlamento bicameral; sin embargo, la Ley Fundamental considera que el Bundestag y el Bundesrat están separados entre sí. Sin embargo, el Bundestag y el Bundesrat trabajan juntos en el procedimiento legislativo a nivel federal.
Desde 1999, se ha reunido en el edificio del Reichstag en Berlín. El Bundestag también opera en múltiples edificios gubernamentales nuevos en Berlín y tiene su propia fuerza policial (Bundestagspolizei). La actual presidenta del Bundestag desde 2021 es Bärbel Bas del Partido Socialdemócrata (SPD). El 20º Bundestag tiene cinco vicepresidentes.

## Nombre
Bundestag se traduce como Dieta o Parlamento Federal, con Bund en este contexto que significa federación o liga, y Tag (día) llegó a significar reunión en conferencia o según el contexto parlamento-otro ejemplo es Reichstag- porque una reunión del consejo ocurriría en un día determinado de la semana, mes o año (similar a dieta, que es del latín dies, día).

## Historia
Con la disolución de la Confederación Germánica en 1866 y la fundación del Imperio Alemán (Deutsches Reich) en 1871, el Reichstag se estableció como el parlamento alemán en Berlín, que era la capital del entonces Reino de Prusia (el estado más grande e influyente tanto en la Confederación como en el imperio). Dos décadas más tarde, se erigió el actual edificio del parlamento. Los delegados del Reichstag fueron elegidos por sufragio masculino directo e igualitario (y no por el sistema electoral de tres clases que prevaleció en Prusia hasta 1918). El Reichstag no participó en el nombramiento del Canciller hasta las reformas parlamentarias de octubre de 1918. Después de la Revolución de noviembre de 1918 y el establecimiento de la Constitución de Weimar, a las mujeres se les dio el derecho a votar (y ser elegidas) en el Reichstag, y el parlamento podía usar el voto de no confianza para obligar al canciller o a cualquier miembro del gabinete a renunciar. En marzo de 1933, un mes después del incendio del Reichstag, el entonces presidente de la República de Weimar, Paul von Hindenburg, un héroe de guerra retirado, le dio a Adolf Hitler el poder final a través del Decreto para la Protección de las Personas y el Estado y la Ley habilitante de 1933, aunque Hitler permaneció en el puesto de Canciller del Gobierno Federal (aunque se llamaba a sí mismo Führer). Después de esto, el Reichstag se reunió solo en raras ocasiones, generalmente en la Krolloper (Ópera de Kroll) para aprobar unánimemente las decisiones del gobierno. Se reunió por última vez el 26 de abril de 1942.
Con la nueva Ley Fundamental de 1949, el Bundestag se estableció como el nuevo parlamento de Alemania Occidental. Debido a que Berlín Occidental no estaba oficialmente bajo la jurisdicción de la Constitución, un legado de la Guerra Fría, el Bundestag se reunió en Bonn en varios edificios diferentes, incluyendo (provisionalmente) una antigua instalación de obras hidráulicas. Además, debido al estatus legal de la ciudad, los ciudadanos de Berlín Occidental no pudieron votar en las elecciones al Bundestag, y en su lugar fueron representados por 22 delegados sin derecho a voto elegidos por la Cámara de Representantes, el parlamento de la ciudad. 
La Casa Federal en Bonn es el antiguo edificio del parlamento de Alemania. Las sesiones del Bundestag alemán se celebraron allí desde 1949 hasta su traslado a Berlín en 1999. Hoy en día alberga el Centro Mundial de Conferencias de Bonn y en las zonas del norte la sucursal del Bundesrat («Consejo Federal»), que representa a los Länder, los estados federados. Las zonas meridionales se convirtieron en parte de las oficinas alemanas para las Naciones Unidas en 2008.
El antiguo edificio del Reichstag albergó una exposición de historia (Fragen an die deutsche Geschichte) y sirvió ocasionalmente como centro de conferencias. El edificio del Reichstag también se utilizó ocasionalmente como sede de las sesiones del Bundestag y sus comités y de la Asamblea Federal, el órgano que elige al Presidente Federal. Sin embargo, los soviéticos protestaron duramente contra el uso del edificio del Reichstag por parte de las instituciones de la República Federal Alemana y trataron de perturbar las sesiones volando aviones supersónicos cerca del edificio.
Desde el 19 de abril de 1999, el parlamento alemán se ha reunido de nuevo en Berlín en su edificio original del Reichstag, que fue construido en 1888 sobre la base de los planos del arquitecto alemán Paul Wallot y se sometió a una renovación significativa bajo la introducción del arquitecto británico Lord Norman Foster. Las comisiones y subcomisiones parlamentarias, las audiencias públicas y las reuniones de los grupos parlamentarios tienen lugar en tres edificios auxiliares, que rodean el edificio del Reichstag: Jakob-Kaiser-Haus, Paul-Löbe-Haus y Marie-Elisabeth-Lüders-Haus.
En 2005, un pequeño avión se estrelló cerca del Parlamento alemán. Entonces se decidió prohibir el tráfico aéreo privado sobre el centro de la ciudad.

## Funciones
El Bundestag es la Cámara Baja del Parlamento alemán, con mayores funciones que las del Bundesrat o Consejo Federal (Cámara Alta y órgano de representación de los estados federados). 
Es ante él donde normalmente comparecen el canciller y los ministros. Se compone de al menos 598 diputados elegidos para cuatro años a través de lo que se llama elección proporcional parcialmente personalizada. Los diputados son representantes de todo el pueblo y no están ligados a ningún mandato más que el de su propia conciencia; es decir, prohibición del mandato imperativo. Su labor se garantiza mediante la inviolabilidad y la inmunidad. En la práctica, en el Bundestag se trabaja mediante comisiones parlamentarias y grupos parlamentarios. Los grupos parlamentarios son formados por al menos un 5 % de los miembros de la Cámara que pertenezcan a un mismo partido o partidos diferentes con objetivos comunes, pero que no compitan en ningún Estado (es el caso de los dos partidos cristianodemócratas CDU y CSU).
El Bundestag tiene funciones legislativas, funciones electorales (tales como la elección del Canciller Federal, la moción de censura, la moción de confianza), funciones de control del Gobierno (como las comisiones de investigación, preguntas, revisión de cuentas) y funciones de representación y de formación de la voluntad pública.

## Elección
Según la Constitución alemana, el Bundestag es elegido por todos los ciudadanos alemanes mayores de 18 años en una elección libre, igual, directa y secreta. No existe obligación de votar.
Las elecciones siguen un sistema mixto proporcional y mayoritario. Los partidos se presentan con listas regionales para cada estado federado y con un "candidato directo" para cada circunscripción (299 en total). Cada elector tiene dos votos: el llamado "primer voto" (Erststimme) para el candidato directo, y el "segundo voto" (Zweitstimme) para la lista de un partido. El "segundo voto" (Zweitstimme) es decisivo para los ciudadanos, ya que eligen qué partido político formaría parte del Ejecutivo, y su líder, encabezaría el Gobierno alemán como canciller federal.
Los escaños en el Bundestag solamente se reparten entre los partidos que obtengan un mínimo del cinco por ciento del "segundo voto" (cláusula del cinco por ciento o Sperrklausel, mediante representación proporcional) o tres mandatos directos por el "primer voto" (cláusula del mandato básico o Grundmandatsklausel, por representación directa). Estas cláusulas deben evitar la presencia de grupúsculos minoritarios en el Bundestag. Si un partido obtiene menos del 5% y solo uno o dos mandatos directos, solo estos diputados elegidos directamente obtienen su escaño, no poniéndose en práctica la Grundmandatsklausel.
El Bundestag es elegido desde el año 2009 según el método Sainte-Laguë por un período de legislatura de cuatro años. El método es el siguiente:
- El número total de votos (del "segundo voto") que un partido haya conseguido a escala federal se multiplica con el número total de los escaños que hay en el Bundestag (736 en total en 2021). Este número se divide por el número total de los votos válidos emitidos. El resultado es el número de escaños que consigue el partido.
- Con el mismo sistema, el número total de escaños de un partido es repartido proporcionalmente entre sus diferentes listas regionales. Por lo tanto, si en un estado federado la participación electoral es mayor que en otro, también conseguirá mayor número de escaños en el Bundestag.
- Dentro de cada estado federado, los candidatos directos más votados en cada circunscripción tienen asegurado su escaño. Si a un partido en un estado federado le pertenecen más escaños de los ocupados por los candidatos directos elegidos, estos escaños serán repartidos según la lista regional del partido.Reichstag en Berlín

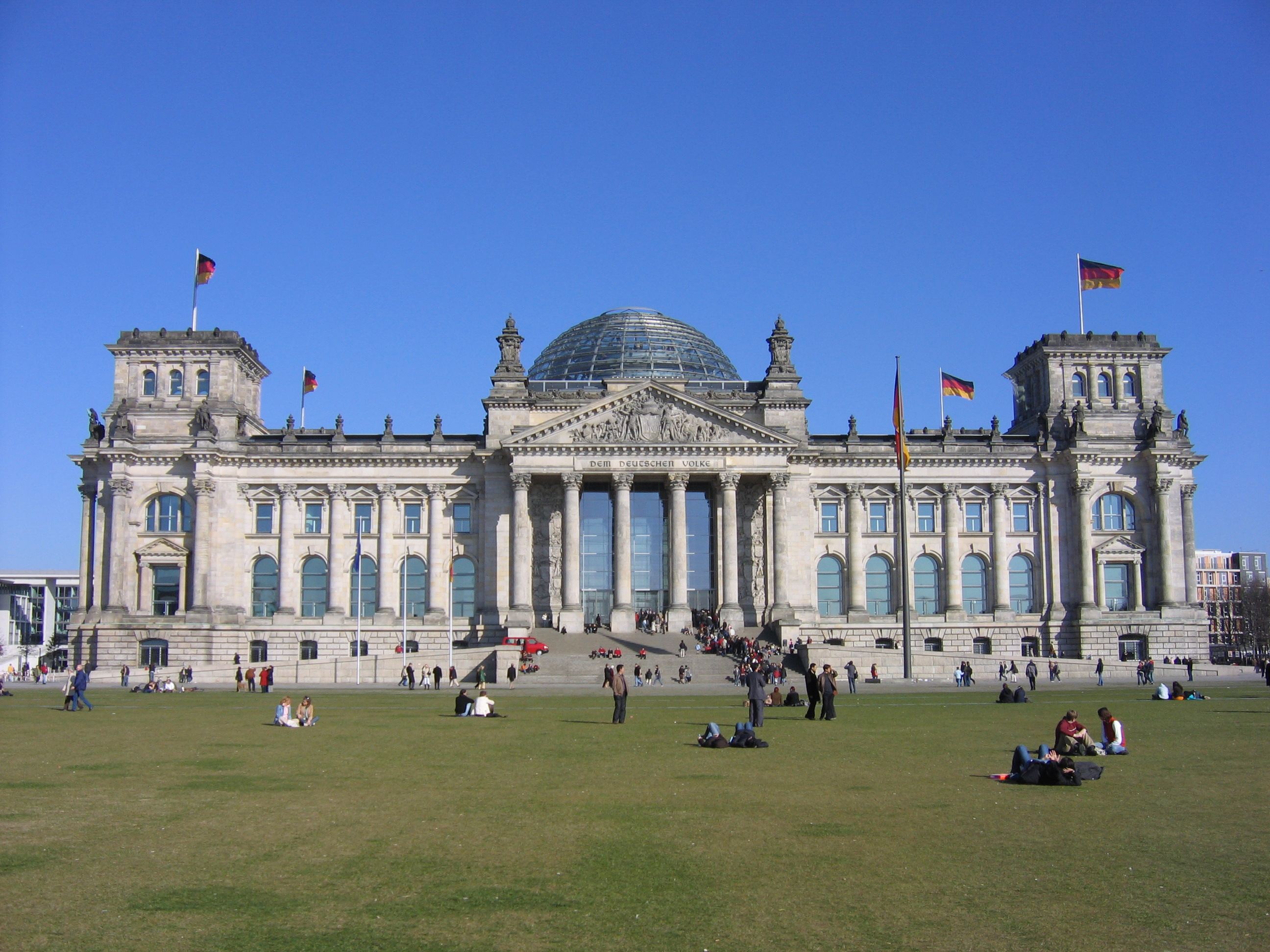
Reichstag en Berlín

- Sin embargo, si un partido ha conseguido en un estado federado más mandatos directos que los escaños que le pertenecerían por su proporción del "segundo voto", el partido se puede quedar con estos mandatos (los llamados Überhangmandate o "mandatos excedentarios").

En las elecciones de 2009 hubo 24 mandatos excedentarios para la CDU/CSU, por lo que el número total de escaños del Bundestag se elevó a 622.
Este efecto de los Überhangmandate era muy discutido, porque estos mandatos excedentarios solo beneficiaban a los partidos que los ganaban e incluso podían ser decisivos para la mayoría en el Bundestag. Por eso con una reforma del ley electoral en 2012 (por primera vez en efecto en las elecciones de 2013) se crearon mandatos de compensación (Ausgleichsmandate): Los partidos sin mandatos excedentarios recibirán mandatos de compensación hasta que las relaciones entre los partidos según el "segundo voto" es alcanzado de nuevo. Este nuevo sistema puede resultar en un incremento significativo del número total de los escaños.  
| ← Elecciones federales de Alemania de 2025 Resultado federal por lista estatal de cada formación y mandatos directos |              |               |               |            |                  |                  |                  |                  |        |                   |                   |                   |                   |
| Candidaturas | Candidaturas | Total Federal | Total Federal |            | Listas estatales | Listas estatales | Listas estatales | Listas estatales |        | Mandatos directos | Mandatos directos | Mandatos directos | Mandatos directos |
| Candidaturas | Candidaturas | Esc.          | Crecimiento   | Votos      | %                | Esc.             | Crecimiento      | Votos            | %      | Esc.              | Crecimiento       |                   |                   |
| | CDU          | 164           | Crecimiento   | 11.196.374 | 22,55%           | 36               |                  | 12.604.184       | 22,46% | 128               | Crecimiento       |                   |                   |
| | AfD          | 152           | Crecimiento   | 10.328.780 | 20,80%           | 110              | Crecimiento      | 10.177.318       | 20,56% | 42                | Crecimiento       |                   |                   |
| | SPD          | 120           |               | 8.149.124  | 16,41%           | 76               |                  | 9.936.433        | 20,07% | 44                |                   |                   |                   |
| | B'90/Grüne   | 85            |               | 5.762.380  | 11,61%           | 73               |                  | 5.443.393        | 11,00% | 12                |                   |                   |                   |
| | Die Linke    | 64            | Crecimiento   | 4.356.532  | 8,77%            | 58               | Crecimiento      | 3.933.297        | 7,95%  | 6                 | Crecimiento       |                   |                   |
| | CSU          | 44            |               | 2.964.028  | 5,97%            | 0                | -                | 3.272.064        | 6,61%  | 44                |                   |                   |                   |
| | BSW          | 0             | -             | 2.472.947  | 4,98%            | 0                | -                | 299.401          | 0,60%  | 0                 | -                 |                   |                   |
| | FDP          | 0             |               | 2.148.757  | 4,33%            | 0                |                  | 1.622.912        | 3,28%  | 0                 | -                 |                   |                   |
| Total | Total        | 630           | -             | 49.505.389 | 100,00           | 354              | -                | 49.649.512       | 100,00 | 276               | -                 |                   |                   |

## Composición en la XXI legislatura

### Grupos parlamentarios
| Grupo Parlamentario | Grupo Parlamentario                                                         | Componentes      | PDGP                             | Líder                             | Escaños |
| ------------------- | --------------------------------------------------------------------------- | ---------------- | -------------------------------- | --------------------------------- | ------- |
|                     | Partidos de la Unión Unionsparteien                                         | CDU: 164 CSU: 44 | Jens Spahn                       | Friedrich Merz Alexander Dobrindt | 208     |
|                     | Alternativa para Alemania Alternative für Deutschland                       | AfD              | Alice Weidel Tino Chrupalla      | Alice Weidel Tino Chrupalla       | 152     |
|                     | Partido Socialdemócrata de Alemania Sozialdemokratische Partei Deutschlands | SPD              | Matthias Miersch                 | Lars Klingbeil Saskia Esken       | 120     |
|                     | Alianza 90/Los Verdes Bündnis 90/Die Grünen                                 | Los Verdes       | Katharina Dröge Britta Haßelmann | Franziska Brantner Felix Banaszak | 85      |
|                     | Grupo La Izquierda Gruppe Die Linke                                         | Die Linke        | Heidi Reichinnek Sören Pellmann  | Ines Schwerdtner Jan van Aken     | 64      |
|                     | No adscritos Fraktionslos                                                   | SSW              | Stefan Seidler                   | Stefan Seidler                    | 1       |
| Fuente: Bundestag   |                                                                             |                  |                                  |                                   |         |

### Mesa del Bundestag
| Cargo                  | Titular          | Lista           |
| ---------------------- | ---------------- | --------------- |
| Presidenta             | Julia Klöckner   | CDU             |
| Vicepresidenta primera | Andrea Lindholz  | CSU             |
| Vicepresidente segundo | Vacante          | AfD             |
| Vicepresidenta tercera | Josephine Ortleb | SPD             |
| Vicepresidente cuarto  | Omid Nouripour   | B'90/Die Grünen |
| Vicepresidente quinto  | Bodo Ramelow     | Die Linke       |

### Comisiones parlamentarias
| Comisiones del Bundestag Alemán                                                        |             |                                                       |                                                                                          |
| Comisión                                                                               | Presidencia | Presidencia                                           | Vicepresidencia                                                                          |
| Comisiones legislativas                                                                |             |                                                       |                                                                                          |
| Trabajo y Asuntos Sociales                                                             |             | Lisa Paus                                             | Por definir                                                                              |
| Asuntos Exteriores                                                                     |             | Armin Laschet                                         | Por definir                                                                              |
| Educación, Familia, Tercera Edad, Mujer y Juventud                                     |             | Saskia Esken                                          | Por definir                                                                              |
| Digitalización y Modernización del Estado                                              |             | Hansjörg Durz                                         | Por definir                                                                              |
| Unión Europea y Asuntos Europeos                                                       |             | Anton Hofreiter                                       | Por definir                                                                              |
| Finanzas                                                                               |             | Olav Gutting                                          | Por definir                                                                              |
| Investigación, Tecnología, Espacio y Evaluación Tecnológica                            |             | Karl Lauterbach                                       | Por definir                                                                              |
| Salud                                                                                  |             | Tanja Machalet                                        | Por definir                                                                              |
| Presupuesto                                                                            |             | Klaus-Peter Willsch                                   | Por definir                                                                              |
| Interior                                                                               |             | Thomas Silberhorn                                     | Por definir                                                                              |
| Cultura y Medios de Comunicación                                                       |             | Sven Lehmann                                          | Por definir                                                                              |
| Agricultura, Alimentación y Patria                                                     |             | Hermann Färber                                        | Por definir                                                                              |
| Derechos Humanos y Ayuda Humanitaria                                                   |             | Mechthild Heil                                        | Por definir                                                                              |
| Peticiones                                                                             |             | Andreas Mattfeldt                                     | Por definir                                                                              |
| Asuntos Jurídicos y Protección del Consumidor                                          |             | Carsten Müller                                        | Por definir                                                                              |
| Deportes y Voluntariado                                                                |             | Aydan Özoğuz                                          | Por definir                                                                              |
| Turismo                                                                                |             | Anja Karliczek                                        | Por definir                                                                              |
| Medio Ambiente, Acción por el Clima, Conservación de la Naturaleza y Seguridad Nuclear |             | Lorenz Gösta Beutin                                   | Por definir                                                                              |
| Transporte                                                                             |             | Tarek Al-Wazir                                        | Por definir                                                                              |
| Defensa                                                                                |             | Thomas Röwekamp                                       | Por definir                                                                              |
| Supervisión Electoral, Inmunidad y Reglamento                                          |             | Macit Karaahmetoğlu                                   | Por definir                                                                              |
| Asuntos Económicos y Energía                                                           |             | Christian von Stetten                                 | Por definir                                                                              |
| Cooperación y Desarrollo Económico                                                     |             | Wolfgang Stefinger                                    | Por definir                                                                              |
| Vivienda, Desarrollo Urbano, Construcción y Municipios                                 |             | Caren Lay                                             | Por definir                                                                              |
| Comisiones de investigación                                                            |             |                                                       |                                                                                          |
| Control Parlamentario                                                                  |             | Konstantin von Notz                                   | Roderich Kiesewetter                                                                     |
| Supervisión del artículo 13, apartado 6, de la Ley Fundamental.                        |             | Por definir                                           | Por definir                                                                              |
| Otras comisiones                                                                       |             |                                                       |                                                                                          |
| Eliminación nuclear                                                                    |             | Vacante                                               | Vacante                                                                                  |
| Consejo de Ancianos                                                                    |             | Julia Klöckner                                        | 1.ª Andrea Lindholz 2.ª Vacante 3.ª Josephine Ortleb 4.º Omid Nouripour 5.º Bodo Ramelow |
| Mixto (Junto con el Bundesrat)                                                         |             | Julia Klöckner (Bundestag) Anke Rehlinger (Bundesrat) |                                                                                          |
| Elección de Jueces                                                                     |             | Stefanie Hubig                                        |                                                                                          |
| Jueces del Tribunal Constitucional Federal designados por el Bundestag                 |             | Vacante                                               | Vacante                                                                                  |
| Auditoría Electoral                                                                    |             | Vacante                                               | Vacante                                                                                  |
| Derecho Electoral                                                                      |             | Johannes Fechner Nina Warken                          | Vacante                                                                                  |

## Lista del Bundestag por sesión
| 15  | 131 | 21   | 52  | 115 | 24  | 10  | 17 | 17 |
| KPD | SPD | Otr. | FDP | CDU | CSU | DZP | DP | BP |

| 151 | 3   | 48  | 191 | 52  | 15 | 27 |
| SPD | DZP | FDP | CDU | CSU | DP | GB |

| 169 | 42  | 215 | 55  | 17 |
| SPD | FDP | CDU | CSU | DP |

| 190 | 67  | 192 | 50  |
| SPD | FDP | CDU | CSU |

| 202 | 49  | 118 | 49  |
| SPD | FDP | CDU | CSU |

| 224 | 30  | 193 | 49  |
| SPD | FDP | CDU | CSU |

| 230 | 41  | 177 | 48  |
| SPD | FDP | CDU | CSU |

| 214 | 39  | 190 | 53  |
| SPD | FDP | CDU | CSU |

| 218 | 53  | 174 | 52  |
| SPD | FDP | CDU | CSU |

| 28    | 193 | 35  | 191 | 53  |
| Grüne | SPD | FDP | CDU | CSU |

| 44    | 186 | 48  | 174 | 49  |
| Grüne | SPD | FDP | CDU | CSU |

| 17  | 8    | 239 | 79  | 192 | 51  |
| PDS | B'90 | SPD | FDP | CDU | CSU |

| 30  | 252 | 49     | 47  | 244 | 50  |
| PDS | SPD | B'90/G | FDP | CDU | CSU |

| 36  | 298 | 47     | 43  | 198 | 47  |
| PDS | SPD | B'90/G | FDP | CDU | CSU |

| 2   | 251 | 55     | 47  | 190 | 58  |
| PDS | SPD | B'90/G | FDP | CDU | CSU |

| 54  | 222 | 51     | 61  | 180 | 46  |
| PDS | SPD | B'90/G | FDP | CDU | CSU |

| 76    | 146 | 68     | 93  | 194 | 45  |
| Linke | SPD | B'90/G | FDP | CDU | CSU |

| 64    | 193 | 63     | 255 | 56  |
| Linke | SPD | B'90/G | CDU | CSU |

| 69    | 153 | 67     | 80  | 200 | 46  | 94  |
| Linke | SPD | B'90/G | FDP | CDU | CSU | AfD |

| 39    | 206 | 118    | 1   | 91  | 152 | 45  | 83  |
| Linke | SPD | B'90/G | SSW | FDP | CDU | CSU | AfD |

| 64    | 120 | 85     | 1   | 164 | 44  | 152 |
| Linke | SPD | B'90/G | SSW | CDU | CSU | AfD |

| 1940 | 1950 | 1950 | 1950 | 1950   | 1950   | 1950   | 1950   | 1950 | 1950 | 1950 | 1960 | 1960 | 1960 | 1960 | 1960 | 1960 | 1960 | 1960 | 1960 | 1960 | 1970 | 1970 | 1970 | 1970 | 1970 | 1970 | 1970 | 1970 | 1970 | 1970 | 1980 | 1980 | 1980 | 1980       | 1980       | 1980       | 1980       | 1980       | 1980       | 1980       | 1990       | 1990 | 1990 | 1990 | 1990            | 1990            | 1990            | 1990            | 1990            | 1990            | 2000            | 2000            | 2000            | 2000            | 2000            | 2000            | 2000            | 2000            | 2000            | 2000            | 2010            | 2010            | 2010            | 2010            | 2010            | 2010            | 2010            | 2010            | 2010            | 2010            | 2020            | 2020            | 2020            | 2020            | 2020            | 2020            |
| 9    | 0    | 1    | 2    | 3      | 4      | 5      | 6      | 7    | 8    | 9    | 0    | 1    | 2    | 3    | 4    | 5    | 6    | 7    | 8    | 9    | 0    | 1    | 2    | 3    | 4    | 5    | 6    | 7    | 8    | 9    | 0    | 1    | 2    | 3          | 4          | 5          | 6          | 7          | 8          | 9          | 0          | 1    | 2    | 3    | 4               | 5               | 6               | 7               | 8               | 9               | 0               | 1               | 2               | 3               | 4               | 5               | 6               | 7               | 8               | 9               | 0               | 1               | 2               | 3               | 4               | 5               | 6               | 7               | 8               | 9               | 0               | 1               | 2               | 3               | 4               | 5               |
| CDU  |      |      |      |        |        |        |        |      |      |      |      |      |      |      |      |      |      |      |      |      |      |      |      |      |      |      |      |      |      |      |      |      |      |            |            |            |            |            |            |            |            |      |      |      |                 |                 |                 |                 |                 |                 |                 |                 |                 |                 |                 |                 |                 |                 |                 |                 |                 |                 |                 |                 |                 |                 |                 |                 |                 |                 |                 |                 |                 |                 |                 |                 |
| CSU  |      |      |      |        |        |        |        |      |      |      |      |      |      |      |      |      |      |      |      |      |      |      |      |      |      |      |      |      |      |      |      |      |      |            |            |            |            |            |            |            |            |      |      |      |                 |                 |                 |                 |                 |                 |                 |                 |                 |                 |                 |                 |                 |                 |                 |                 |                 |                 |                 |                 |                 |                 |                 |                 |                 |                 |                 |                 |                 |                 |                 |                 |
| DZP  |      |      |      |        |        |        |        |      |      |      |      |      |      |      |      |      |      |      |      |      |      |      |      |      |      |      |      |      |      |      |      |      |      |            |            |            |            |            |            |            |            |      |      |      |                 |                 |                 |                 |                 |                 |                 |                 |                 |                 |                 |                 |                 |                 |                 |                 |                 |                 |                 |                 |                 |                 |                 |                 |                 |                 |                 |                 |                 |                 |                 |                 |
|      |      | BHE  | BHE  | GB/BHE | GB/BHE | GB/BHE | GB/BHE |      |      |      |      |      |      |      |      | GDP  | GDP  | GDP  | GDP  | GDP  |      |      |      |      |      |      |      |      |      |      |      |      |      |            |            |            |            |            |            |            | DSU        |      |      |      |                 |                 |                 |                 |                 |                 |                 |                 |                 |                 |                 |                 |                 |                 |                 |                 |                 |                 |                 |                 |                 |                 |                 | AfD             | AfD             | AfD             | AfD             | AfD             | AfD             | AfD             | AfD             | AfD             |
| DP   | DP   | DP   | DP   | DP     | DP     | DP     | DP     | DP   | DP   | DP   | DP   |      |      |      |      |      |      |      |      |      |      |      |      |      |      |      |      |      |      |      |      |      |      |            |            |            |            |            |            |            |            |      |      |      |                 |                 |                 |                 |                 |                 |                 |                 |                 |                 |                 |                 |                 |                 |                 |                 |                 |                 |                 |                 |                 |                 |                 |                 |                 |                 |                 |                 |                 |                 |                 |                 |
| FDP  | FDP  | FDP  | FDP  | FDP    | FDP    | FDP    | FVP    | DP   | DP   | DP   | DP   |      |      |      |      |      |      |      |      |      |      |      |      |      |      |      |      |      |      |      |      |      |      |            |            |            |            |            |            |            |            |      |      |      |                 |                 |                 |                 |                 |                 |                 |                 |                 |                 |                 |                 |                 |                 |                 |                 |                 |                 |                 |                 |                 |                 |                 |                 |                 |                 |                 |                 |                 |                 |                 |                 |
| FDP  | FDP  | FDP  | FDP  | FDP    | FDP    | FDP    | FDP    | FDP  | FDP  | FDP  | FDP  | FDP  | FDP  | FDP  | FDP  | FDP  | FDP  | FDP  | FDP  | FDP  | FDP  | FDP  | FDP  | FDP  | FDP  | FDP  | FDP  | FDP  | FDP  | FDP  | FDP  | FDP  | FDP  | FDP        | FDP        | FDP        | FDP        | FDP        | FDP        | FDP        | FDP        | FDP  | FDP  | FDP  | FDP             | FDP             | FDP             | FDP             | FDP             | FDP             | FDP             | FDP             | FDP             | FDP             | FDP             | FDP             | FDP             | FDP             | FDP             | FDP             | FDP             | FDP             | FDP             |                 |                 |                 |                 | FDP             | FDP             | FDP             | FDP             | FDP             | FDP             | FDP             | FDP             |                 |
| WAV  |      |      |      |        |        |        |        |      |      |      |      |      |      |      |      |      |      |      |      |      |      |      |      |      |      |      |      |      |      |      |      |      |      |            |            |            |            |            |            |            |            |      |      |      |                 |                 |                 |                 |                 |                 |                 |                 |                 |                 |                 |                 |                 |                 |                 |                 |                 |                 |                 |                 |                 |                 |                 |                 |                 |                 |                 |                 |                 |                 |                 |                 |
| SSW  | SSW  | SSW  | SSW  |        |        |        |        |      |      |      |      |      |      |      |      |      |      |      |      |      |      |      |      |      |      |      |      |      |      |      |      |      |      |            |            |            |            |            |            |            |            |      |      |      |                 |                 |                 |                 |                 |                 |                 |                 |                 |                 |                 |                 |                 |                 |                 |                 |                 |                 |                 |                 |                 |                 |                 |                 |                 |                 |                 | SSW             | SSW             | SSW             | SSW             | SSW             |
|      |      |      |      |        |        |        |        |      |      |      |      |      |      |      |      |      |      |      |      |      |      |      |      |      |      |      |      |      |      |      |      |      |      | Die Grünen | Die Grünen | Die Grünen | Die Grünen | Die Grünen | Die Grünen | Die Grünen | Die Grünen |      |      |      | B'90/Die Grünen | B'90/Die Grünen | B'90/Die Grünen | B'90/Die Grünen | B'90/Die Grünen | B'90/Die Grünen | B'90/Die Grünen | B'90/Die Grünen | B'90/Die Grünen | B'90/Die Grünen | B'90/Die Grünen | B'90/Die Grünen | B'90/Die Grünen | B'90/Die Grünen | B'90/Die Grünen | B'90/Die Grünen | B'90/Die Grünen | B'90/Die Grünen | B'90/Die Grünen | B'90/Die Grünen | B'90/Die Grünen | B'90/Die Grünen | B'90/Die Grünen | B'90/Die Grünen | B'90/Die Grünen | B'90/Die Grünen | B'90/Die Grünen | B'90/Die Grünen | B'90/Die Grünen | B'90/Die Grünen | B'90/Die Grünen | B'90/Die Grünen |
|      |      |      |      |        |        |        |        |      |      |      |      |      |      |      |      |      |      |      |      |      |      |      |      |      |      |      |      |      |      |      |      |      |      |            |            |            |            |            |            |            | B'90       |      |      |      | B'90/Die Grünen | B'90/Die Grünen | B'90/Die Grünen | B'90/Die Grünen | B'90/Die Grünen | B'90/Die Grünen | B'90/Die Grünen | B'90/Die Grünen | B'90/Die Grünen | B'90/Die Grünen | B'90/Die Grünen | B'90/Die Grünen | B'90/Die Grünen | B'90/Die Grünen | B'90/Die Grünen | B'90/Die Grünen | B'90/Die Grünen | B'90/Die Grünen | B'90/Die Grünen | B'90/Die Grünen | B'90/Die Grünen | B'90/Die Grünen | B'90/Die Grünen | B'90/Die Grünen | B'90/Die Grünen | B'90/Die Grünen | B'90/Die Grünen | B'90/Die Grünen | B'90/Die Grünen | B'90/Die Grünen | B'90/Die Grünen | B'90/Die Grünen |
| SPD  | SPD  | SPD  | SPD  | SPD    | SPD    | SPD    | SPD    | SPD  | SPD  | SPD  | SPD  | SPD  | SPD  | SPD  | SPD  | SPD  | SPD  | SPD  | SPD  | SPD  | SPD  | SPD  | SPD  | SPD  | SPD  | SPD  | SPD  | SPD  | SPD  | SPD  | SPD  | SPD  | SPD  | SPD        | SPD        | SPD        | SPD        | SPD        | SPD        | SPD        | SPD        | SPD  | SPD  | SPD  | SPD             | SPD             | SPD             | SPD             | SPD             | SPD             | SPD             | SPD             | SPD             | SPD             | SPD             | SPD             | SPD             | SPD             | SPD             | SPD             | SPD             | SPD             | SPD             | SPD             | SPD             | SPD             | SPD             | SPD             | SPD             | SPD             | SPD             | SPD             | SPD             | SPD             | SPD             | SPD             |
| SPD  | SPD  | SPD  | SPD  | SPD    | SPD    | SPD    | SPD    | SPD  | SPD  | SPD  | SPD  | SPD  | SPD  | SPD  | SPD  | SPD  | SPD  | SPD  | SPD  | SPD  | SPD  | SPD  | SPD  | SPD  | SPD  | SPD  | SPD  | SPD  | SPD  | SPD  | SPD  | SPD  | SPD  | SPD        | SPD        | SPD        | SPD        | SPD        | SPD        | SPD        | SPD        | SPD  | SPD  | SPD  | SPD             | SPD             | SPD             | SPD             | SPD             | SPD             | SPD             | SPD             | SPD             | SPD             | WASG            | WASG            | Die Linke       | Die Linke       | Die Linke       | Die Linke       | Die Linke       | Die Linke       | Die Linke       | Die Linke       | Die Linke       | Die Linke       | Die Linke       | Die Linke       | Die Linke       | Die Linke       | Die Linke       | Die Linke       | Die Linke       | Die Linke       | Die Linke       | Die Linke       |
| KPD  | KPD  | KPD  | KPD  |        |        |        |        |      |      |      |      |      |      |      |      |      |      |      |      |      |      |      |      |      |      |      |      |      |      |      |      |      |      |            |            |            |            |            |            |            | PDS        | PDS  | PDS  | PDS  | PDS             | PDS             | PDS             | PDS             | PDS             | PDS             | PDS             | PDS             | PDS             | PDS             | PDS             | PDS             | Die Linke       | Die Linke       | Die Linke       | Die Linke       | Die Linke       | Die Linke       | Die Linke       | Die Linke       | Die Linke       | Die Linke       | Die Linke       | Die Linke       | Die Linke       | Die Linke       | Die Linke       | Die Linke       | Die Linke       | Die Linke       | BSW             |                 |
| NDP  | DRP  | DRP  | DRP  |        |        |        |        |      |      |      |      |      |      |      |      |      |      |      |      |      |      |      |      |      |      |      |      |      |      |      |      |      |      |            |            |            |            |            |            |            |            |      |      |      |                 |                 |                 |                 |                 |                 |                 |                 |                 |                 |                 |                 |                 |                 |                 |                 |                 |                 |                 |                 |                 |                 |                 |                 |                 |                 |                 |                 |                 |                 |                 |                 |
| DRP  | DRP  | DRP  | DRP  |        |        |        |        |      |      |      |      |      |      |      |      |      |      |      |      |      |      |      |      |      |      |      |      |      |      |      |      |      |      |            |            |            |            |            |            |            |            |      |      |      |                 |                 |                 |                 |                 |                 |                 |                 |                 |                 |                 |                 |                 |                 |                 |                 |                 |                 |                 |                 |                 |                 |                 |                 |                 |                 |                 |                 |                 |                 |                 |                 |

## Edificio del Bundestag en Berlín

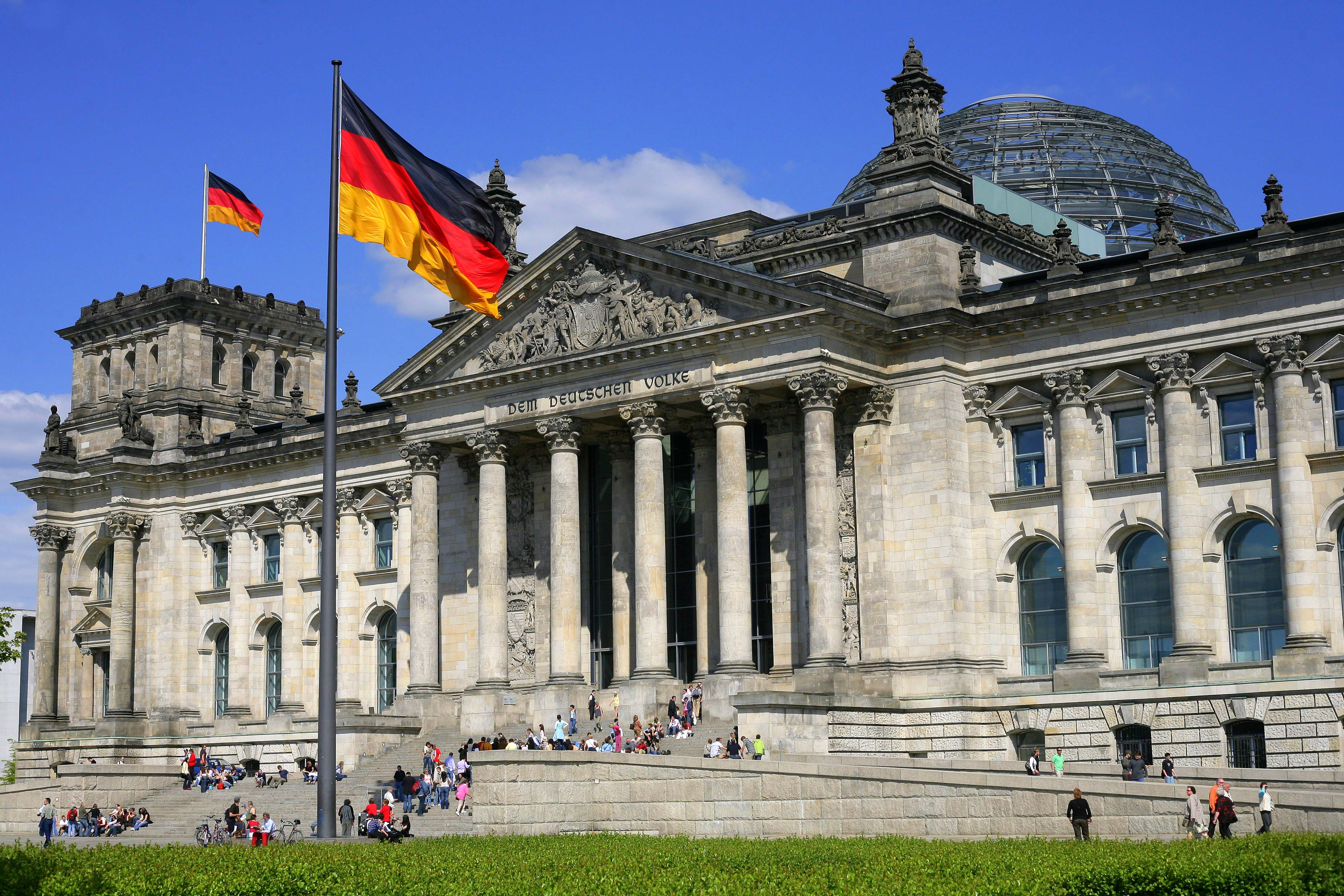
El Palacio del Bundestag en Berlín.

Desde la mudanza de las instituciones gubernamentales alemanas de Bonn a Berlín, el parlamento alemán está ubicado en el edificio del antiguo Reichstag, emblemático edificio en el centro de la ciudad. Tras ser prácticamente destruido durante la Segunda Guerra Mundial, fue restaurado y remodelado a finales del siglo XX para alojar el nuevo parlamento de la Alemania reunificada, después de la caída del muro de Berlín.
El edificio construido a finales del siglo XIX tras la unificación alemana alcanzada en el Segundo Reich, bajo la hegemonía de Prusia, ha sido escenario del trasegar político del país. 
Poco después de alcanzar el poder en 1933, Adolf Hitler disolvió el parlamento y convocó elecciones, liderando el Partido Nazi. Una semana antes de las votaciones se produjo un incendio en el edificio del Reichstag y Hitler, tras acusar a la oposición comunista y social-demócrata del incendio, promulga leyes de excepción, eliminando y persiguiendo a muchos adversarios políticos.
En la actualidad, la moderna cúpula del edificio, realizada por el arquitecto inglés Norman Foster, aunque totalmente diferente a la original, se ha convertido en uno de los símbolos de la ciudad, pues el acceso a ella está abierto al público y desde su interior se puede contemplar una amplia vista sobre la ciudad.